# Sirova Katalena
Sirova Katalena falu Horvátországban, Kapronca-Kőrös megyében. Közigazgatásilag Szentgyörgyvárhoz tartozik.

## Fekvése
Szentgyörgyvártól 10 km-re délre a Bilo-hegység északi lejtőin fekszik.

## Története
A település területén már a történelem előtti időben is éltek emberek. 1967-től több fázisban egy a közép-dunai kultúra verőcei csoportjához tartozó bronzkori urnamezőt tártak fel itt. []
1857-ben 360, 1910-ben 882 lakosa volt. Trianonig Belovár-Kőrös vármegye Szentgyörgyi járásához tartozott. 2001-ben 355 lakosa volt.

## Nevezetességei
Szuha Reka középkori várának csekély maradványai. 

## Külső hivatkozások
A község hivatalos oldala